# Conostylis juncea
Conostylis juncea är en enhjärtbladig växtart som beskrevs av Stephan Ladislaus Endlicher. Conostylis juncea ingår i släktet Conostylis och familjen Haemodoraceae. Inga underarter finns listade.